# 36472 Ebina
Ebina (asteroide 36472) é um asteroide da cintura principal. Possui uma excentricidade de 0.16809910 e uma inclinação de 4.60949º.
Este asteroide foi descoberto no dia 27 de agosto de 2000 por BATTeRS em Bisei SG Center.